# Valflaunès
Valflaunès (okzitanisch: Valfaunés) ist ein südfranzösischer Ort und eine Gemeinde mit 793 Einwohnern (Stand: 1. Januar 2022) im Département Hérault in der Region Okzitanien.

## Lage
Der Ort Valflaunès liegt am Fuß des Pic Saint-Loup bzw. der Montagne d’Hortus in einer Höhe von ca. 150 m ü. d. M. etwa 28 km (Fahrtstrecke) nördlich von Montpellier. Die Großstadt Nîmes ist etwa 50 km in östlicher Richtung entfernt.

## Bevölkerungsentwicklung
| Jahr      | 1800 | 1851 | 1901 | 1954 | 1975 | 1999 | 2012 | 2017 |
| Einwohner | 133  | 312  | 412  | 266  | 250  | 655  | 707  | 763  |

Infolge der Reblauskrise im Weinbau und der zunehmenden Mechanisierung der Landwirtschaft sank die Einwohnerzahl im 20. Jahrhundert kontinuierlich bis auf die Tiefststände der 1950er bis 1970er Jahre ab.

## Wirtschaft
Die Einwohner der Gemeinde lebten jahrhundertelang als Selbstversorger (Getreide, Wein, Gemüse, Käse) von der Landwirtschaft; nur die Stadt Montpellier kam wegen ihrer relativen Nähe als Marktort für Käseprodukte, Pökelfleisch etc. infrage. Außerdem war der Ort in der Gegend bekannt für seine Töpferwaren. Der Weinbau ist noch immer von Bedeutung, doch spielt seit den 1960er Jahren der Tourismus in Form der Vermietung von Ferienhäusern (gîtes) eine zunehmend wichtigere Rolle im Wirtschaftsleben der Gemeinde.

## Geschichte

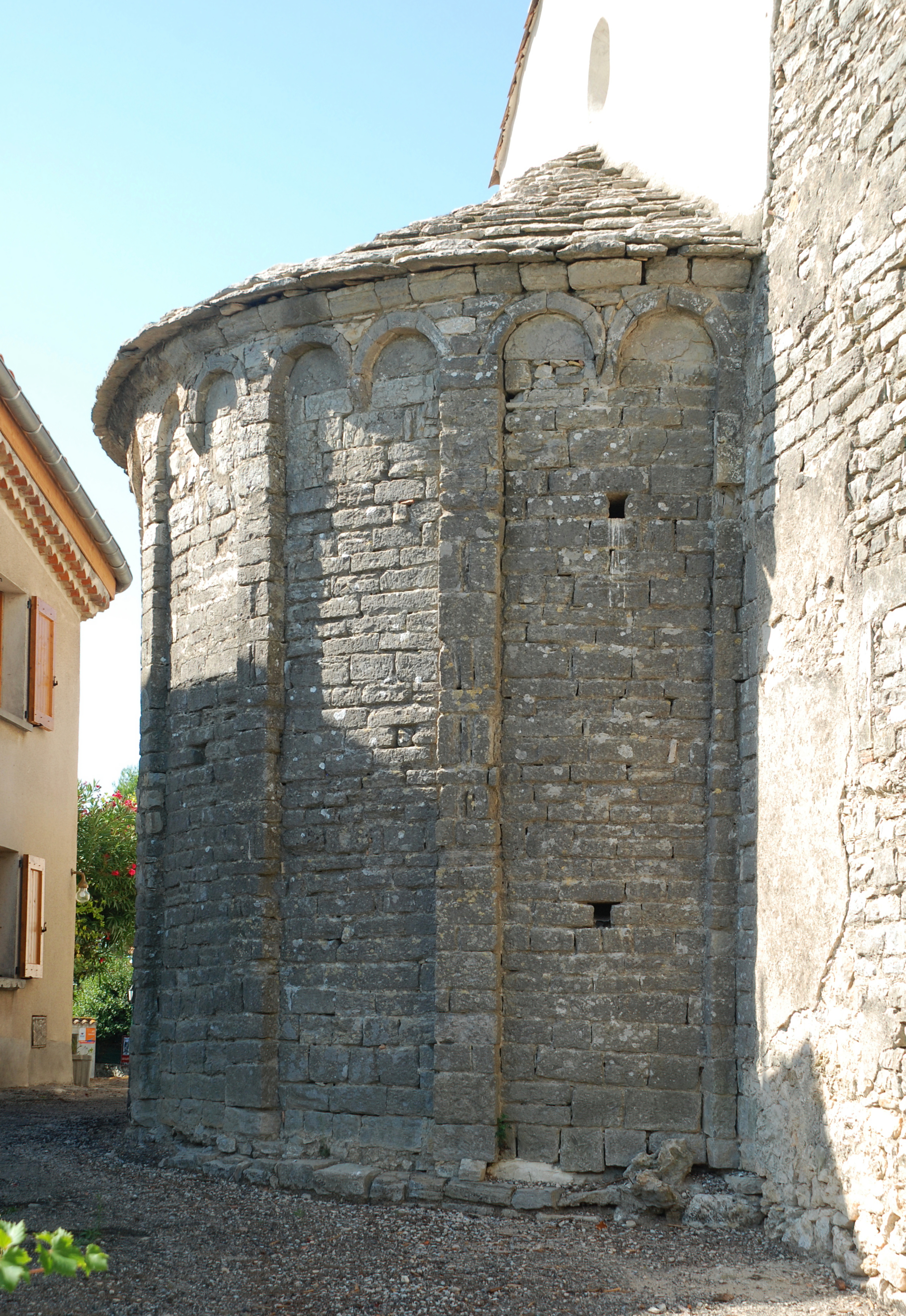
Apsis der Kirche St-Pierre

Auf dem Gemeindegebiet und in der näheren Umgebung hat man etwa 30.000 Jahre alte Fossilfunde des Neanderthalers entdeckt. Die erste Erwähnung des Ortsnamens (Val Fileneses) stammt aus einem Besitzverzeichnis (Kartular) des Jahres 923 der Benediktinerabtei Aniane. Um das Jahr 1100 entstand die romanische Kirche St-Pierre.

## Sehenswürdigkeiten
- Von der Kirche St-Pierre ist nur die durch Lisenen gegliederte und mit einem Rundbogenfries (bandes lombardes) versehene Apsis im Originalzustand sichtbar; ihr Dach ist mit Steinschindeln (lauzes) gedeckt. Große Flächen des aus nur grob behauenen Steinen errichteten Mauerwerks ist unter dicken Putzschichten verborgen.

Umgebung
- Etwa zwei Kilometer nordwestlich des Ortes nahe der D17 steht der sogenannte Menhir de Juoilles (43° 49′ 2,6″ N, 3° 51′ 8,3″ O). Er sollte ursprünglich wohl als Deckplatte eines Dolmens dienen, zerbrach aber beim Transport in zwei Teile. Die beiden Teilstücke wurden erst im Jahr 1992 zusammengesetzt und unweit seines Fundortes aufgerichtet.
- Die immer noch imposante Ruine des Château de Viviourès (oder auch Château de la Roquette) befindet sich etwa 4,5 Kilometer südwestlich des Ortes auf einem Felsvorsprung der Montagne d’Hortus (43° 47′ 35″ N, 3° 49′ 8″ O).